# Suits (6.ª temporada)
A sexta temporada do drama legal americano Suits foi ordenada em 1 de julho de 2015, e começou a ser exibida na USA Network nos Estados Unidos em 13 de julho de 2016. A temporada é produzida pela Hypnotic Films & Television e Universal Cable Productions, e os produtores executivos são Doug Liman, David Bartis e o criador da série Aaron Korsh. A temporada tem seis personagens regulares, que trabalham no escritório de advocacia ficcional Pearson Specter Litt em Manhattan: Gabriel Macht, Patrick J. Adams, Rick Hoffman, Meghan Markle, Sarah Rafferty e Gina Torres.
Gina Torres deixou o show após a primeira parte da temporada devido ao seu contrato, e estrelou The Catch, da ABC. Ela retornou para o final da temporada e ainda foi creditada como parte do elenco principal no episódio.

## Elenco e personagens
| - Gabriel Macht como Harvey Specter - Patrick J. Adams como Mike Ross - Rick Hoffman como Louis Litt - Meghan Markle como Rachel Zane - Sarah Rafferty como Donna Paulsen - Gina Torres como Jessica Pearson | - Aloma Wright como Gretchen Bodinski - Amanda Schull como Katrina Bennett - Wendell Pierce como Robert Zane - David Reale como Benjamin - Leslie Hope como Anita Gibbs - Paul Schulze como Frank Gallo - Erik Palladino como Kevin Miller - Malcolm-Jamal Warner como Julius Rowe - Glenn Plummer como Leonard Bailey - Ian Reed Kesler como Stu Buzzini - Carly Pope como Tara Messer - Neal McDonough como Sean Cahill - Alan Rosenberg como William Sutter - Peter Cambor como Nathan - Jordan Johnson-Hinds como Oliver |

## Episódios
| N.º na série | N.º na temp. | Título                                                 | Dirigido por        | Escrito por                           | Exibição original       | Audiência (milhões) |
| --- | ------------ | ------------------------------------------------------ | ------------------- | ------------------------------------- | ----------------------- | ------------------- |
| 77 | 1            | "To Trouble" "Às encrencas" (BR)                       | Silver Tree         | Aaron Korsh                           | 13 de julho de 2016     | 1.85                |
| Mike entra na prisão federal em Danbury para enfrentar sua sentença de dois anos de prisão por fraude. Rachel e Harvey lutam para lidar pessoalmente, enquanto Louis, Jessica e Donna não sabem como lidar com um escritório sem funcionários. Não demora muito para que a empresa seja processada em uma ação coletiva de US $ 100 milhões para cada caso que Mike tocou. Na cadeia, Mike descobre um novo inimigo, Frank Gallo, um preso que tem uma grande influência com os guardas. Gallo engana Mike dando-lhe o número de telefone de Rachel, e promete problemas para Mike em sua vingança contra Harvey. |              |                                                        |                     |                                       |                         |                     |
| 78 | 2            | "Accounts Payable" "Contas a pagar" (BR)               | Michael Smith       | Ethan Drogin                          | 20 de julho de 2016     | 1.65                |
| Mike conhece seu companheiro de cela, Kevin Miller, e tem medo de ser enganado pela segunda vez. Donna obteve direitos de visitação para Rachel, mas Mike entra em uma briga com Gallo, o que faz com que seus direitos de visitação sejam revogados por duas semanas. Quando Harvey visita Mike na prisão como seu advogado e aprende sobre Gallo, ele revela que ele colocou o homem atrás das grades por extorsão por 15 anos, três vezes a sentença usual. Rachel continua recebendo mensagens de texto de Gallo passando por Mike. Harvey espera que Sean Cahill possa ajudar. Como o custo para permitir a resolução do processo de ação coletiva, A. Elliott Stemple exige a pintura de pato de Harvey, um bem claramente valorizado pintado por sua mãe. No meio dos problemas financeiros da firma, Jack Soloff exige sua recompensa. Jessica se recusa, mas o ajuda negociando seu contrato com a firma de Robert Zane. Kevin ganha uma boa vontade com Mike ao se opor a Gallo |              |                                                        |                     |                                       |                         |                     |
| 79 | 3            | "Back on the Map" "De volta ao mapa" (BR)              | Cherie Nowlan       | Rick Muirragui                        | 27 de julho de 2016     | 1.78                |
| Mike tenta ficar longe de problemas para agradar Júlio, o psicólogo da prisão, mas Kevin é atacado. Sean Cahill informa Harvey que Gallo é um informante e não será transferido. Através de Mike, Harvey informa a Gallo que ele será elegível para liberdade condicional em seis semanas. Jessica força Harvey a se encontrar com William Sutter como um cliente em potencial; Harvey se recusa a fazer negócios com um homem de negócios obscuro, mas Jessica exige um cliente de alto perfil para o futuro da empresa. Quando Harvey tenta assinar Nathan Burns em vez disso, Sutter interfere. Louis lamenta que um inquilino do escritório pague as contas e os confrontos com Stu Buzzini, chefe de uma empresa de investimentos, assim que eles se mudam, mas Harvey faz um acordo com o investidor para afastar Sutter, cimentando-os como novos vizinhos e ganhando Burns como cliente. Agora na faculdade de direito, Rachel se envolve em um debate com um colega de classe e usa as habilidades aprendidas de sua experiência de trabalho para ganhar. Cahill oferece um acordo para Mike se ele conseguir que Kevin informe seu sogro e, se ele conseguir, Mike terá uma liberação antecipada. |              |                                                        |                     |                                       |                         |                     |
| 80 | 4            | "Turn" "O trato" (BR)                                  | Christopher Misiano | Daniel Arkin                          | 3 de agosto de 2016     | 1.81                |
| Mike inicialmente rejeita a oferta de Cahill, mas Harvey e Cahill secretamente o tiram da prisão por algumas horas. Cahill acredita que isso é para dar a ele uma chance de convencer Mike, mas Harvey manda Mike para Rachel atrás de Cahill. Mike fala sobre o acordo e concorda em aceitá-lo. Rachel ouve a história de um preso do corredor da morte que afirma que ele é inocente e impressiona seu professor com seu trabalho rápido reunindo evidências. Os comerciantes de Stu incomodam Louis e Jessica, mas Jessica recupera o controle do escritório e chega à empresa com um novo cliente. Louis consulta a arquiteta Tara Messer sobre a remodelação do escritório para separá-lo dos comerciantes e instantaneamente se apaixona por ela, mas Jessica o impede de perseguir o projeto. Para ficar perto dela, ele a contrata para remodelar sua casa de verão inexistente. |              |                                                        |                     |                                       |                         |                     |
| 81 | 5            | "Trust" "Confiança" (BR)                               | Kate Dennis         | Kyle Long                             | 10 de agosto de 2016    | 1.51                |
| Louis e Donna trabalham juntos para encontrar uma casa nos Hamptons para encobrir sua mentira para Tara. O professor de Rachel informa a ela que o caso do Innocence Project que ela escolheu não atende ao requisitos dele para seguir adiante. Rachel não recebe bem as notícias e tenta obter o apoio de Jessica, convencendo-a de que o caso pró-bono será bom para a reputação esfarrapada de Pearson Specter Litt. Mike diz ao diretor da prisão o plano de Harvey para tirá-lo da prisão cedo e é avisado sobre os perigos de coletar evidências. Mike também confronta Kevin para que ele revele por que ele está na prisão. Kevin diz a ele sobre um acidente de condução embriagado que seguiu uma discussão com sua esposa, mas não revela o assunto do argumento. |              |                                                        |                     |                                       |                         |                     |
| 82 | 6            | "Spain" "Espanha" (BR)                                 | Silver Tree         | Genevieve Sparling                    | 17 de agosto de 2016    | 1.68                |
| Mike tem um pesadelo que Kevin matou Rachel em um acidente de carro. Ele está aliviado que o sonho não é verdade, mas por causa da morte de seus pais, ele não está confortável sabendo que Kevin fez algo parecido. Ele continua a ver o conselheiro Julius Rowe, mas Rowe não está feliz com a mentalidade de Mike em relação à sua prisão. Louis e Donna organizam uma turnê em casa com Tara, mas a mentira deles é descoberta. No entanto, quando Louis admite que ele fez muito para passar o tempo com ela, não para enganá-la, ela está impressionada e concorda com um encontro. No tribunal, Harvey tomou o caso de Sutter, com Cahill processando Sutter por informações privilegiadas. Harvey organiza um depoimento simulado e Kevin discute com Sutter. Quando Mike persegue o assunto, Kevin revela que ele desenvolveu um algoritmo de programa de negociação, mas Sutter nunca o usou, a não ser como uma capa. A esposa de Kevin, a filha de Sutter, sabia sobre o que estava acontecendo, e ele não queria implicá-la. No caso do Innocence Project, Rachel deve dizer ao seu cliente Leonard Bailey que sua data de execução foi definida. |              |                                                        |                     |                                       |                         |                     |
| 83 | 7            | "Shake the Trees" "Balançar as árvores" (BR)           | Anton Cropper       | Rick Muirragui & Sandra Silverstein   | 24 de agosto de 2016    | 1.83                |
| Rachel e Jessica pedem que a execução seja adiada para que possam localizar o testemunho de álibi desaparecido de Leonard. Eles recebem uma semana e Rachel pede a ajuda do pai, mas a testemunha está morta, deixando-os sem opções. Na data do jantar, Tara diz a Louis que está em um relacionamento de longa distância que lhe permite ver outras pessoas, e Louis não sabe como responder. Harvey não consegue encontrar uma parte culpada entre os funcionários da Sutter, mas Louis, com a ajuda do banco de dados financeiro de Stu, localiza o banqueiro que é o fator comum nos negócios internos da Sutter. Exatamente quando o caso parece sólido, o banqueiro faz um acordo separado com a SEC, e embora Cahill concorde em honrar seu contrato com Mike e incluir a esposa de Kevin, seus superiores na SEC desistem do acordo no último segundo. |              |                                                        |                     |                                       |                         |                     |
| 84 | 8            | "Borrowed Time" "Sem tempo" (BR)                       | Gabriel Macht       | Sharyn Rothstein                      | 31 de agosto de 2016    | 1.88                |
| Jessica planeja atrasar a execução de Leonard tendo a tia doente de Leonard, que o criou, dizendo que agora ela não pode viajar para participar. Rachel obtém o depoimento, mas a crença da mulher na culpa de Leonard e a subsequente recusa em comparecer o assolam. Jessica tem um encontro casual com Jeff Malone e está interessada em reviver seu relacionamento, mas Jeff está se mudando para Chicago e sabe que Jessica não pode desistir da empresa para segui-lo. Louis tem outro encontro com Tara, onde ele diz que não pode compartilhá-la com outro homem, mas apesar de sua crescente intimidade, quando o namorado de Tara decide visitar, nem sabe o que fazer. Harvey depõe o banqueiro de Sutter e estabelece que ele lidou apenas com a esposa de Kevin, Jill, e não pode implicar Sutter diretamente. Cahill indicia Jill, e quando Sutter se recusa a fazer um acordo para mantê-la fora da cadeia, Kevin e Jill concordam em ligar Sutter em troca de imunidade e liberação de Mike. Harvey explica a Sutter que Sutter e Kevin eram seus clientes, e ele estava livre para avaliar seus interesses competitivos e negociar o melhor negócio possível. Rachel recebe a notícia assim que ela descobre uma maneira de reabrir o caso de Leonard. |              |                                                        |                     |                                       |                         |                     |
| 85 | 9            | "The Hand That Feeds You" "No prato em que comeu" (BR) | Roger Kumble        | Daniel Arkin                          | 7 de setembro de 2016   | 1.87                |
| Mike descobre que Cahill está confiscando os ativos de Jill e Kevin além dos lucros do insider trading. Ele ameaça Cahill com um abuso de poder por causa de Kevin, mas só põe em risco seu próprio negócio. Quando Harvey segue com sua promessa de ganhar a liberdade condicional para Gallo, Cameron Dennis intervém, usando o testemunho de Mike sobre a extorsão de Gallo e as ameaças de libertar Kevin como recompensa. Mike atrasou seu próprio lançamento um dia para filmar Gallo ameaçando e atacando-o em sua cela. Enquanto isso, Rachel pede ao defensor público de Leonard para testemunhar que ela ouviu sobre o seu álibi, argumentando que, porque a testemunha está morta, isso não é boato. O juiz concorda em reabrir o caso com base em uma representação inadequada e o promotor oferece a Bailey um acordo para libertá-lo depois de mais sete anos de prisão. Jessica aconselha-o a aceitar, mas ele opta por lutar pela total exoneração. Juntos, Harvey e Rachel encontram Mike quando ele é libertado. |              |                                                        |                     |                                       |                         |                     |
| 86 | 10           | "P.S.L." "P.S.L." (BR)                                 | Kevin Bray          | Aaron Korsh & Genevieve Sparling      | 14 de setembro de 2016  | 1.92                |
| Harvey oferece a Mike uma posição na empresa como consultor, com o mesmo salário que ele estava fazendo como sócio júnior. Graças ao aviso de Robert Zane, Harvey descobre que o conselho de Jim Reynolds está tentando removê-lo por causa dos rumores de que Harvey vendeu Sutter para que Mike fosse libertado. Ele vai direto para Sutter como fonte dos rumores, ameaçando-o desmentir suas declarações. Com a ajuda de Mike, Rachel e Jessica exoneram Leonard Bailey. Ao longo do julgamento, Jessica relembra que seus pais se separaram por causa do trabalho de seu pai e a raiva de seu pai quando ela decidiu ir para Harvard Law em vez de se tornar médica. Robert Zane se aproxima de Jessica com uma oferta para fundir suas empresas. Tara diz a Louis que ela está grávida de seu ex-namorado, e ele propõe a ela. Stu avisa que sua empresa está se mudando, deixando o escritório vazio novamente. E apesar de Harvey e Louis quererem celebrar a manutenção de Reynolds, Jessica reconhece que nenhum deles colocou a empresa em primeiro lugar, e informa que ela está saindo. Ela pergunta a Jeff Malone se ela pode segui-lo até Chicago. |              |                                                        |                     |                                       |                         |                     |
| 87 | 11           | "She's Gone" "Ela se foi" (BR)                         | Patrick J. Adams    | Aaron Korsh & Rick Muirragui          | 25 de janeiro de 2017   | 1.37                |
| O pai de Rachel oferece a ela uma posição de associado, mas ela fica ao lado de Harvey e Louis, apesar das sérias preocupações com relação à avaliação da conduta ética exigida para ultrapassar a barreira. A administração de Louis e Harvey começa bem, mas a repetida oferta de fusão de Zane leva Louis a medidas drásticas para provar sua capacidade de liderança. Mike recusa o emprego de consultor de Harvey, mas, quando todo pedido de emprego que ele preenche pergunta se ele é um criminoso condenado, ele duvida das chances de encontrar alguma coisa. Embora o padre Walker lhe ofereça uma posição de professor substituto, quando os pais dos alunos aprendem sobre seu histórico criminal, Mike perde essa oportunidade. Louis, com a ajuda de Gretchen e Katrina, briga com Zane tentando roubar associados e clientes, mas Katrina o convence de que está indo longe demais contra alguém que está tentando ajudar. Harvey pede a Anita Gibbs que dê uma boa avaliação a Mike se ele voltar à lei. Ele desconta em Louis, provando que nenhum deles está pronto para ser sócio-gerente. Gretchen convence Louis a dar uma oferta formal de trabalho para Rachel e Donna diz a Harvey que, com sua família corporativa desmoronando, ele precisa se reconectar com sua família real. |              |                                                        |                     |                                       |                         |                     |
| 88 | 12           | "The Painting" "O quadro" (BR)                         | Gregor Jordan       | Sharyn Rothstein & Sandra Silverstein | 1 de fevereiro de 2017  | 1.53                |
| Harvey volta sete anos para o funeral de seu pai, a última vez que ele falou com sua família. Então, a presença de Bobby, o homem com quem sua mãe traiu o seu pai, fez com que Harvey rejeitasse sua família completamente. Agora, ele se reconecta com a família de seu irmão, mas não entende por que sua mãe o culpa por sair. Seu irmão e Bobby lembram que ele não esteve lá para sustentar sua família. Harvey e sua mãe pedem desculpas um ao outro e ela lhe dá uma pintura para substituir a que ele perdeu para Stemple. Enquanto isso, Mike de repente é oferecido um emprego em uma clínica legal que reconhece seu talento e aprecia sua honestidade. Ele descobre que estará administrando o pessoal. Enfrentando hostilidade, Mike diz a verdade para provar que ele não está "desmoronando", porque ele não poderia hackeá-lo na lei corporativa. Ele ajuda a estudante de direito Marissa com um caso de habitação, apesar da frustração de ser incapaz de representar o próprio cliente, e usa seu próprio dinheiro para comprar o tempo do cliente. Louis passa a administrar um dos clientes de Harvey na sua ausência. Louis e Harvey concordam em ser sócios-gerentes interinos e deixar o nome da firma como Pearson Specter Litt. |              |                                                        |                     |                                       |                         |                     |
| 89 | 13           | "Teeth, Nose, Teeth" "Dentes, nariz, dentes" (BR)      | Silver Tree         | Kyle Long                             | 8 de fevereiro de 2017  | 1.28                |
| Rachel e Mike fazem planos para realizar o casamento e Louis tenta lidar com o ex de Tara na vida de seu bebê. Rachel é prejudicada por uma carta dizendo que ela já foi rejeitada por motivos éticos. Quando Harvey vai fazer o certo, um membro do conselho de ética, Craig Seidel (Michael B. Silver) insinua que ele vai negar Rachel, a menos que Harvey processe seu concorrente de negócios Velocity. Louis faz a pesquisa e faz Harvey alavancar para garantir apoio para Rachel e Mike. O caso habitacional na clínica legal aumenta, mas os membros da equipe de Mike, Marissa e Oliver, parecem muito inexperientes para lidar com isso. Com Marissa fora da cidade, Oliver congelando no tribunal, Mike proibido de atuar como advogado e um chefe que está cansado de fazer hora extra, Mike sente que não pode ajudar ninguém em sua posição atual. Quando o juiz rejeita o caso, Mike concorda com o plano de Harvey. No escritório, o cara do TI, Benjamin, mostra a Donna um dispositivo que imita suas falas inteligentes e propõe uma parceria de negócios, mas ela percebe que seu coração é tão parte dela quanto sua inteligência e o rejeita. |              |                                                        |                     |                                       |                         |                     |
| 90 | 14           | "Admission of Guilt" "Admissão dd culpa" (BR)          | Michael Smith       | Ethan Drogin                          | 15 de fevereiro de 2017 | 1.21                |
| Louis e Tara se conhecem melhor. Enquanto isso, Mike usa a clínica legal para ir atrás da Velocity Data Solutions. Harvey exige que Seidel agende uma audiência para Mike antes do conselho de ética o mais rápido possível. Quando Mike tem que trazer Pearson Specter Litt para o caso, Oliver começa a trabalhar com os novos sócios da empresa, mas outros suspeitam dos motivos de Mike e Oliver o aconselha a falar com Nate, seu chefe na clínica, ao saber que Mike tem mais montando nisso do que inicialmente declarado. Harvey descobre que Seidel tem mais em jogo no processo Velocity do que ele revelou e se recusa a aceitar suas demandas. Enquanto ajuda Mike, Harvey deixa de apoiar Louis com os clientes da empresa, então Louis traz Rachel e Katrina; eles perdem um grande cliente por causa da ausência de Harvey, mas Rachel e Katrina se tornam amigos. Donna continua experimentando o projeto de Benjamin, mas tem dificuldade em explicar empatia para ele. |              |                                                        |                     |                                       |                         |                     |
| 91 | 15           | "Quid Pro Quo" "Quid pro quo" (BR)                     | Maurice Marable     | Aaron Korsh & Daniel Arkin            | 22 de fevereiro de 2017 | 1.25                |
| Donna leva “The Donna” de Benjamin para Stu antes de fazer compras para outros investidores. Mike retira o acordo com a Seidel para garantir que seus clientes sejam pagos, mas, com a Velocity pressionando os clientes da empresa, a Pearson Specter Litt se retira da ação, deixando Mike sem nenhuma vantagem. Rachel e Harvey usam a situação de Seidel para encontrar uma nova abertura, mas Mike não tem nada a ver com os métodos menos legais do Harvey. Por meio de Rachel, Mike percebe que não pode desistir de ser advogado, então ele e Harvey usam evidências de espionagem corporativa para forçar o CEO da Velocity a aceitar uma oferta de acordo e reabrir o contrato para colocar Mike. Quando Donna e Benjamin se encontram com investidores, ela descobre que eles só respeitam o nome de Harvey, não o dela. Ela decide aceitar a oferta de Stu, porque ele a vê como igual. Louis se preocupa em dizer a Tara que ele conhecia o segredo de Mike e o usou para exigir que ele se tornasse um parceiro conhecido. Mesmo que Rachel o convença de que contar a ela é melhor do que ela descobrir mais tarde, Tara fica chateada, Louis discute com ela, e ela sai. |              |                                                        |                     |                                       |                         |                     |
| 92 | 16           | "Character and Fitness" "Comitê" (BR)                  | Roger Kumble        | Genevieve Sparling                    | 1 de março de 2017      | 1.13                |
| Tara questiona seu futuro com Louis, sabendo que ele levou sua raiva para ela. Na clínica, Mike dá a Nate sua parte do acordo, alisando seu pedido por alguns dias de folga, mas renovando a desconfiança de Oliver sobre suas intenções. Quando Mike chega limpo, Nate opta por demiti-lo por seus negócios obscuros, mas Oliver o defende. Mike diz a Harvey que ele ainda não quer trabalhar na Pearson Specter Litt quando se tornar um advogado, mas a discussão é interrompida quando Anita Gibbs se senta no conselho para a audiência de Mike. Donna traz para Louis uma negociação de patentes que se transforma em um processo contra o novo negócio de Donna. Ela confidencia a Harvey que ela quer mais do que dinheiro, mas não sabe o que isso significa ainda. Mike pede a Julius, seu conselheiro da prisão, que fale como testemunha de seu cliente; Harvey tenta remover Anita Gibbs. No entanto, Mike não confia nela e aceita seu destino. Jessica aparece na audiência e lembra Gibbs de uma vez que ela mostrou misericórdia. Mike é aceito. Tara termina com Louis. Mike concorda em trabalhar para Harvey novamente em troca de financiar a clínica por dois anos, dinheiro extra para ele e Rachel como um casal prestes a se casar, mantendo um relacionamento com a clínica, alterando a "regra de Harvard", de apenas contratar graduados de Harvard como associados na firma. Harvey assume o lugar de Jessica Pearson como sócio gerente. |              |                                                        |                     |                                       |                         |                     |

## Classificações
| Nº. | Título                    | Transmissão original    | Horário (EUA)        | Audiência (em milhões) | Avaliação (Adultos 18–49) | 18-49 Ranking | Notas  |
| --- | ------------------------- | ----------------------- | -------------------- | ---------------------- | ------------------------- | ------------- | ------ |
| 1   | "To Trouble"              | 13 de julho de 2016     | Quartas-feiras 22:00 | 1.85                   | 0.5                       | #3            | [ 3 ]  |
| 2   | "Accounts Payable"        | 20 de julho de 2016     | Quartas-feiras 22:00 | 1.65                   | 0.5                       | #10           | [ 4 ]  |
| 3   | "Back on the Map"         | 27 de julho de 2016     | Quartas-feiras 22:00 | 1.78                   | 0.5                       | #11           | [ 5 ]  |
| 4   | "Turn"                    | 3 de agosto de 2016     | Quartas-feiras 22:00 | 1.81                   | 0.5                       | #5            | [ 6 ]  |
| 5   | "Trust"                   | 10 de agosto de 2016    | Quartas-feiras 22:00 | 1.51                   | 0.4                       | #8            | [ 7 ]  |
| 6   | "Spain"                   | 17 de agosto de 2016    | Quartas-feiras 22:00 | 1.68                   | 0.4                       | #6            | [ 8 ]  |
| 7   | "Shake the Trees"         | 24 de agosto de 2016    | Quartas-feiras 22:00 | 1.83                   | 0.4                       | #9            | [ 9 ]  |
| 8   | "Borrowed Time"           | 31 de agosto de 2016    | Quartas-feiras 22:00 | 1.88                   | 0.4                       | #6            | [ 10 ] |
| 9   | "The Hand That Feeds You" | 7 de setembro de 2016   | Quartas-feiras 22:00 | 2.89                   | 0.5                       | #8            | [ 11 ] |
| 10  | "P.S.L."                  | 14 de setembro de 2016  | Quartas-feiras 22:00 | 1.92                   | 0.5                       | #8            | [ 12 ] |
| 11  | "She's Gone"              | 25 de janeiro de 2017   | Quartas-feiras 22:00 | 1.37                   | 0.3                       | #34           | [ 13 ] |
| 12  | "The Painting"            | 1 de fevereiro de 2017  | Quartas-feiras 22:00 | 1.53                   | 0.3                       | #29           | [ 14 ] |
| 13  | "Teeth, Nose, Teeth"      | 8 de fevereiro de 2017  | Quartas-feiras 22:00 | 1.28                   | TBD                       | TBD           | [ 15 ] |
| 14  | "Admission of Guilt"      | 15 de fevereiro de 2017 | Quartas-feiras 22:00 | 1.21                   | TBD                       | TBD           | [ 16 ] |
| 15  | "Quid Pro Quo"            | 22 de fevereiro de 2017 | Quartas-feiras 22:00 | 1.25                   | TBD                       | TBD           | [ 17 ] |
| 16  | "Character and Fitness"   | 1 de março de 2017      | Quartas-feiras 22:00 | 1.13                   | TBD                       | TBD           | [ 18 ] |